# Залізничне (Чугуївський район)
Залізничне —  селище в Україні, у Чкаловській селищній громаді Чугуївського району Харківської області. Населення становить 354 осіб. До 2018 орган місцевого самоврядування — Граківська сільська рада.

## Географія
Селище Залізничне знаходиться за 1 км від річки Гнилиця ІІ (правий берег), вище за течією на відстані 2 км і на протилежному березі розташоване село Нова Гнилиця, нижче за течією на відстані 2,5 км розташоване село Гракове. Через селище проходить залізниця, станція Гракове.

## Історія
- 1911 — засноване  як станція Гракове
- 1976 — перетворене в селище Залізничне.
- 12 червня 2020 року, відповідно до Розпорядження Кабінету Міністрів України № 725-р «Про визначення адміністративних центрів та затвердження територій територіальних громад Харківської області», увійшло до складу Чкаловської селищної громади.[1]
- 19 липня 2020 року, в результаті адміністративно-територіальної реформи та ліквідації Чугуївського району, село увійшло до складу новоствореного Чугуївського району Харківської області.[2]

## Населення

### Мова
Розподіл населення за рідною мовою за даними перепису 2001 року:
| Мова       | Кількість | Відсоток |
| ---------- | --------- | -------- |
| російська  | 286       | 80.79%   |
| українська | 68        | 19.21%   |
| Усього     | 354       | 100%     |

## Економіка
- «ЧУГУЇВАГРОХІМ», ВАТ.

## Об'єкти соціальної сфери
- Фельдшерсько-акушерський пункт.